# Here Come the Nelsons
Pour plus de détails, voir Fiche technique et Distribution.
Here Come the Nelsons est un film américain réalisé par Frederick de Cordova et sorti en 1952. 
Il met en scène Ozzie et Harriet Nelson , mariés dans la vraie vie, et leurs deux enfants, qui représentent la famille idéale américaine des années 1950. Le film a été utilisé comme pilote pour la série télévisée The Adventures of Ozzie and Harriet.

## Synopsis
Ozzie essaye d'obtenir d'obtenir des contrats de publicité pour une agence. Ses fils David et Nicky se retrouvent confrontés à des  gangsters, et le petit Nicky est kidnappé par des voleurs de banque.

## Fiche technique
- Réalisation : Frederick de Cordova
- Scénario : William Davenport, Donald Nelson, Ozzie Nelson
- Producteur : Aaron Rosenberg
- Musique : Herman Stein
- Photographie : Irving Glassberg
- Montage : Frank Gross
- Production : Aaron Rosenberg
- Société de production : Universal Pictures
- Société de distribution : Universal Pictures (États-Unis)
- Durée : 75 minutes
- Date de sortie :
  - États-Unis : 23 février 1952

## Distribution
- Ozzie Nelson : Ozzie Nelson
- Harriet Nelson : Harriet Nelson
- David Nelson : David Nelson
- Ricky Nelson : Ricky Nelson
- Rock Hudson : Charles E. "Charlie" Jones
- Barbara Lawrence : Barbara Schutzendorf
- Sheldon Leonard : Duke
- Jim Backus : Joe Randolph
- Paul Harvey : Samuel T. Jones
- Gale Gordon : H.J. Bellows
- Ann Doran : Clara Randolph
- Chubby Johnson : Tex
- Edwin Max : Monk